# Topalhəsənli (Göygöl)
Topalhəsənli è un comune dell'Azerbaigian situato nel distretto di Göygöl. Conta una popolazione di 1 715 abitanti.